# Shizuo Miyama
Shizuo Miyama (深山 静夫, Miyama Shizuo) est un footballeur japonais.